# Hipoteza Goldbacha

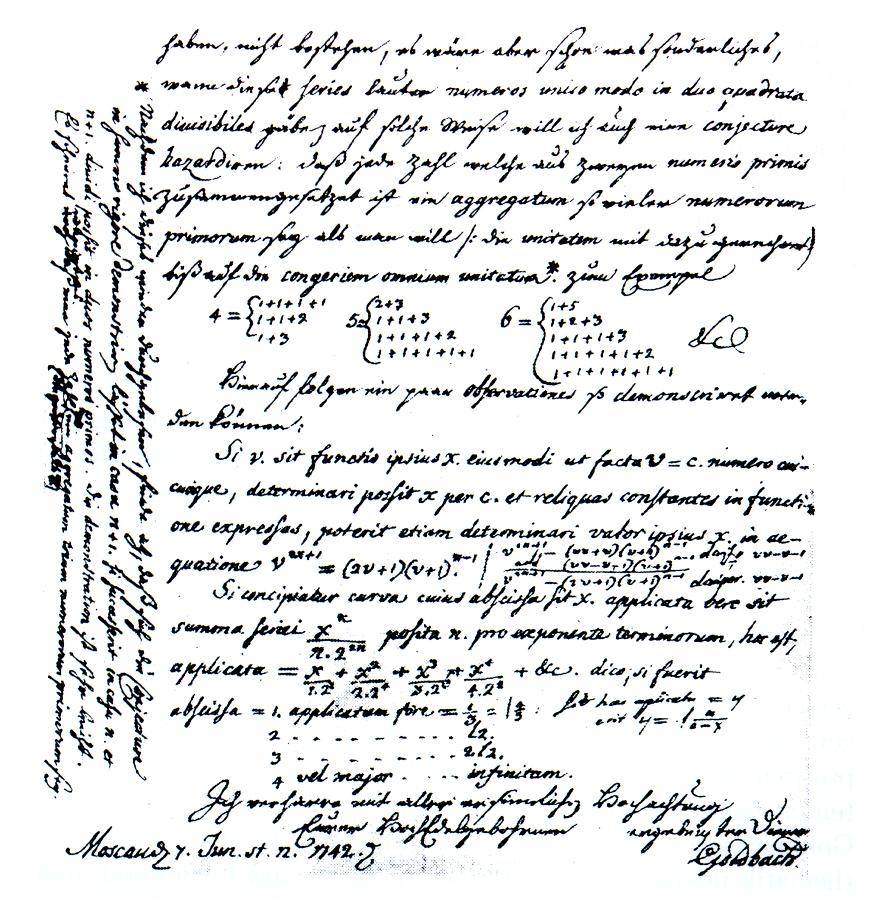
List Goldbacha do Leonharda Eulera, w którym pada hipoteza

Hipoteza Goldbacha – problem teorii liczb; głosi, że każda liczba parzysta większa od 2 jest sumą dwóch liczb pierwszych.
Hipoteza ta po ponad 250 latach pozostaje nierozstrzygnięta. Znajduje się (wraz z hipotezą Riemanna) na liście problemów Hilberta.

## Sformułowanie problemu
O tym, że każda liczba parzysta składa się z jednej, dwóch lub trzech liczb pierwszych, wspomniał już Kartezjusz.
W 1742 roku w liście do Leonharda Eulera, Christian Goldbach przedstawił hipotezę, że
każda nieparzysta liczba naturalna większa niż 5 może być przedstawiona w postaci sumy trzech liczb pierwszych (ta sama liczba pierwsza może być użyta dwukrotnie).
Goldbach uznawał 1 za liczbę pierwszą; konwencja ta nie jest obecnie stosowana. Przy tym ograniczeniu hipotezę można przeformułować, przyjmując jej prawdziwość dla liczb naturalnych większych niż 5.
Euler po otrzymaniu listu stwierdził, że sformułowanie hipotezy Goldbacha można uprościć i przedstawić ją w następujący sposób:
każda liczba naturalna parzysta większa od 2 jest sumą dwóch liczb pierwszych.
Powyższą hipotezę, do dzisiaj nazywaną „hipotezą Goldbacha”, sformułował w rezultacie Euler, jednak nazwa nie została zmieniona.

## Próby rozwiązania
Dzięki użyciu komputerów udało się pokazać, że hipoteza Goldbacha jest prawdziwa dla liczb naturalnych mniejszych niż 4 · 1017 (przez przedstawienie każdej z tych liczb w postaci sumy dwóch liczb pierwszych). Co więcej, większość współczesnych matematyków uważa, iż jest ona prawdziwa, ponieważ ze względu na stosunkowo gęsty rozkład liczb pierwszych wydaje się, że większe liczby parzyste coraz łatwiej jest przedstawić w postaci sumy dwóch liczb pierwszych.
Pomimo licznych prób oraz wysokich nagród finansowych ufundowanych za jej udowodnienie lub obalenie, hipoteza Goldbacha pozostaje do dnia dzisiejszego nierozstrzygnięta. Do chwili obecnej udowodniono jedynie, że każda parzysta liczba naturalna większa niż 2 może zostać przedstawiona jako suma co najwyżej sześciu liczb pierwszych, a także, że każda parzysta liczba naturalna większa niż 2 może zostać przedstawiona jako suma liczby pierwszej oraz liczby, która ma co najwyżej dwa czynniki pierwsze (Chen w 1966). Wykazano, że zbiór liczb parzystych nie spełniających hipotezy Goldbacha ma gęstość 0 (tj. wraz ze wzrostem n odsetek liczb parzystych mniejszych od n, które nie spełniają hipotezy Goldbacha, dąży do 0).
Słaba hipoteza Goldbacha głosi, że każdą liczbę nieparzystą większą od 7 można wyrazić jako sumę trzech nieparzystych liczb pierwszych. Wiadomo, że ta hipoteza jest prawdziwa dla wszystkich liczb nieparzystych większych od około 101346 (Liu Ming-Chit, Wang Tian-Ze w 2002). Na podstawie swojej pracy z maja 2012, rok później peruwiański matematyk H. A. Helfgott w jednej z prac stwierdził, że udowodnił słabą hipotezę Goldbacha dla liczb nieparzystych mniejszych od 1030, a w drugiej, że dla liczb nieparzystych większych od tej granicy. Kolejne potwierdzające prace opublikował w grudniu 2013 i styczniu 2015. W publikacjach tych wykazał on także, iż słaba hipoteza Goldbacha implikuje fakt, że wszystkie dostatecznie duże liczby parzyste można zapisać w postaci sumy co najwyżej czterech liczb pierwszych. Wszystkie prace ukazały się w arXiv. Za dowód słabej hipotezy Goldbacha Helfgott dostał matematyczną nagrodę Humboldt Professorship 2015.